# Mont Pennino
Le mont Pennino est une montagne de l'Apennin umbro-marchesan en Italie. Elle se situe à la frontière entre la province de Macerata dans les Marches et la province de Pérouse en Ombrie. L'altitude de la montagne est de 1 571 m,.